# Mezcla Penning
Una mezcla Penning, que toma el nombre de su inventor, el físico holandés Frans Michel Penning (1894–1953), es una combinación de gases utilizada en iluminación eléctrica y en pantallas luminosas de plasma. A pesar de la designación de lámparas de neón, en realidad el tubo no se rellena con neón puro, sino que se utiliza una mezcla de Penning, consistente en añadir al neón una pequeña proporción de otro gas inerte, con lo que se logra un voltaje de ionización más bajo que para cualquiera de los componentes de la mezcla por separado. 

## Explicación
El gas añadido en una pequeña cantidad, que se conoce como gas de extinción o moderador (en inglés se denomina quench gas), debe tener un potencial de ionización más bajo que el primer estado excitado del gas noble. Los átomos del gas noble cargados de energía (excitados pero neutros), pueden entonces ionizar las partículas del gas moderador por transferencia de energía vía colisiones, produciéndose entonces el proceso físico conocido como efecto Penning.
Una mezcla Penning muy común es de aproximadamente un 98–99,5% de neón con un 0,5–2% de argón. Es utilizada en algunas lámparas de neón, especialmente en aquellas que trabajan con corriente de 110 voltios. La mezcla es más fácil de ionizar que cuando se utiliza neón o argón en solitario, y baja el voltaje en el que el tubo pasa a ser conductor y empieza a producir luz. El nivel óptimo de argón es de aproximadamente el 0,25%, pero parte del gas puede ser absorbido por el borosilicato utilizado en el vidrio de los tubos, por lo que en la práctica se suelen emplear concentraciones más altas para compensar estas pérdidas. También se utilizan contenidos de argón más altos en tubos de gran potencia, en los que al estar el vidrio más caliente, absorbe una mayor cantidad de argón. El argón altera el color de la "luz de neón", haciéndola ligeramente más amarillenta. 
Un mezcla Penning de neón y argón es también utilizada como gas de encendido en las lámparas de vapor de sodio, donde es el responsable del débil fulgor rojizo antes del inicio de la emisión de la luz por parte del vapor de sodio.
La mezcla Penning utilizada en las pantallas de plasma es normalmente de helio o neón con un porcentaje pequeño de xenón, a varios centenares de torr de presión.
Mezclas Penning con fórmulas basadas en combinaciones de argón-xenón, neón-argón, argón-acetileno, y xenón-trimetilamina están siendo utilizadas como gases de relleno en detectores de ionización gaseosa.
Otra clase de mezcla Penning incluye el uso conjunto de helio-xenón.

## Lecturas relacionadas
- Druyvesteyn, M.J.; Penning, F.M. (1940). «The Mechanism of Electrical Discharges in Gases of Low Pressure». Rev. Mod. Phys. 12 (87).

- Datos: Q3656210